# Латинський союз (Стародавній Рим)
Латинський союз — в давнину політичний і релігійний союз міст та племен Лація (сучасний Лаціо, Італія), що проіснував з VII ст до н. е. до 338 р. до н. е. Союз створений у VII ст до н. е. і нараховував згідно з античною традицією 30 громад. Члени Латинського союзу мали спільні релігійні свята, союзні збори, що вирішували загальні питання і суперечки між членами союзу та питання оборони.
Спочатку на чолі Латинського союзу стояла Альба-Лонга, з VI століття до н. е. союз очолив Рим (після руйнування ним, згідно з легендарною традицією, в 7 столітті до н. е. Альби-Лонги). Ускладнення політичної обстановки в Римі (кінець VI — початок V ст. до н. е. в період встановлення республіки дозволило деяким латинським громадам тимчасово звільнитися від римського панування. Союз на чолі з Римом був відновлений після Першої латинської війни у 493 році до н. е. укладенням fœdus Cassianum на умовах взаємної допомоги у війнах, участі в командуванні і розподілу здобичі. У 486 році до н. е. до союзу приєдналися Герніки.
За період після Першої Латинської війни Рим стає провідною силою у Союзі латинських міст. З 343 р. до н. е. тривали Самнітські війни. Общини Латинського союзу вимагали рівніших прав та незалежності від Риму. У 340 році делегація послів від інших міст у Римі вимагає створення з ним спільної рівноправної держави. Оскільки римляни відкинули цю пропозицію, дійшло до другої латинської війни (340—338 до н. е.). Захоплені окремі латинянські міста було перетворено у Муніціпії чи колонізовано.